# 베름되시

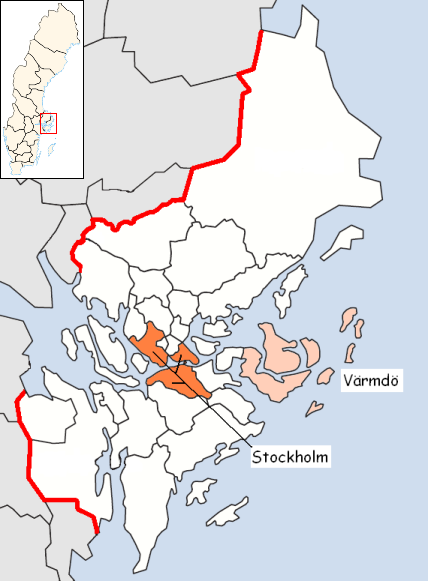
베름되 시의 위치

베름되시(스웨덴어: Värmdö kommun)는 스웨덴 스톡홀름주에 위치한 지방 자치체로 행정 중심지는 구스타브스베리이며 면적은 2,980.11km2, 인구는 42,000명(2016년 12월 31일 기준), 인구 밀도는 14명/km2이다.

시 문장